# Jardim Progresso (Guarujá)

Jardim Progresso é um bairro que está situado na zona Norte/Sul do município brasileiro de Guarujá, estado de São Paulo. Inscrito no distrito de Vicente de Carvalho, com área de 0.5 Km2 faz divisa com o bairro Vila Áurea, Parque Estuário e Base Aérea de Santos. Sua população no ano de 2010 é de 6576 Habitantes. No Jardim Progresso, existe mais mulheres do que homens. Sendo a população composta de 51.69% de mulheres e 48.31% de homens.